# جوليا مونتيس
جوليا مونتيس هي عارضة وممثلة فلبينية، ولدت في 19 مارس 1995 في مدينة كيزون في الفلبين.

## وصلات خارجية
- جوليا مونتيس على موقع IMDb (الإنجليزية)
- جوليا مونتيس على موقع قاعدة بيانات الفيلم (الإنجليزية)
- جوليا مونتيس على موقع كينوبويسك (الروسية)